# Konstancja Dmuszewska
Konstancja Dmuszewska z domu Pięknowska (ur. 19 lutego 1784 w Warszawie, zm. 20 września 1854 tamże) – polska śpiewaczka.

## Życiorys
Córka Jana i Rozalii z Pawłowskich. Śpiewu uczył ją m.in. Józef Elsner. Śpiewaczka i aktorka, od roku 1803 (zastąpiwszy zmarłą Karolinę Stefani) pierwsza amantka w operach komicznych, operetkach, komediach i dramatach w Teatrze Narodowym w Warszawie. Ze związku z Wojciechem Bogusławskim w roku 1805 urodziła syna Stanisława Bogusławskiego. W 1812 wyszła za Ludwika Adama Dmuszewskiego. Scenę opuściła w roku 1823. Zmarła w Warszawie 20 września 1854 roku w wieku 70 lat, pochowana jest razem z mężem na Starych Powązkach (kwatera 4-1/2-16).

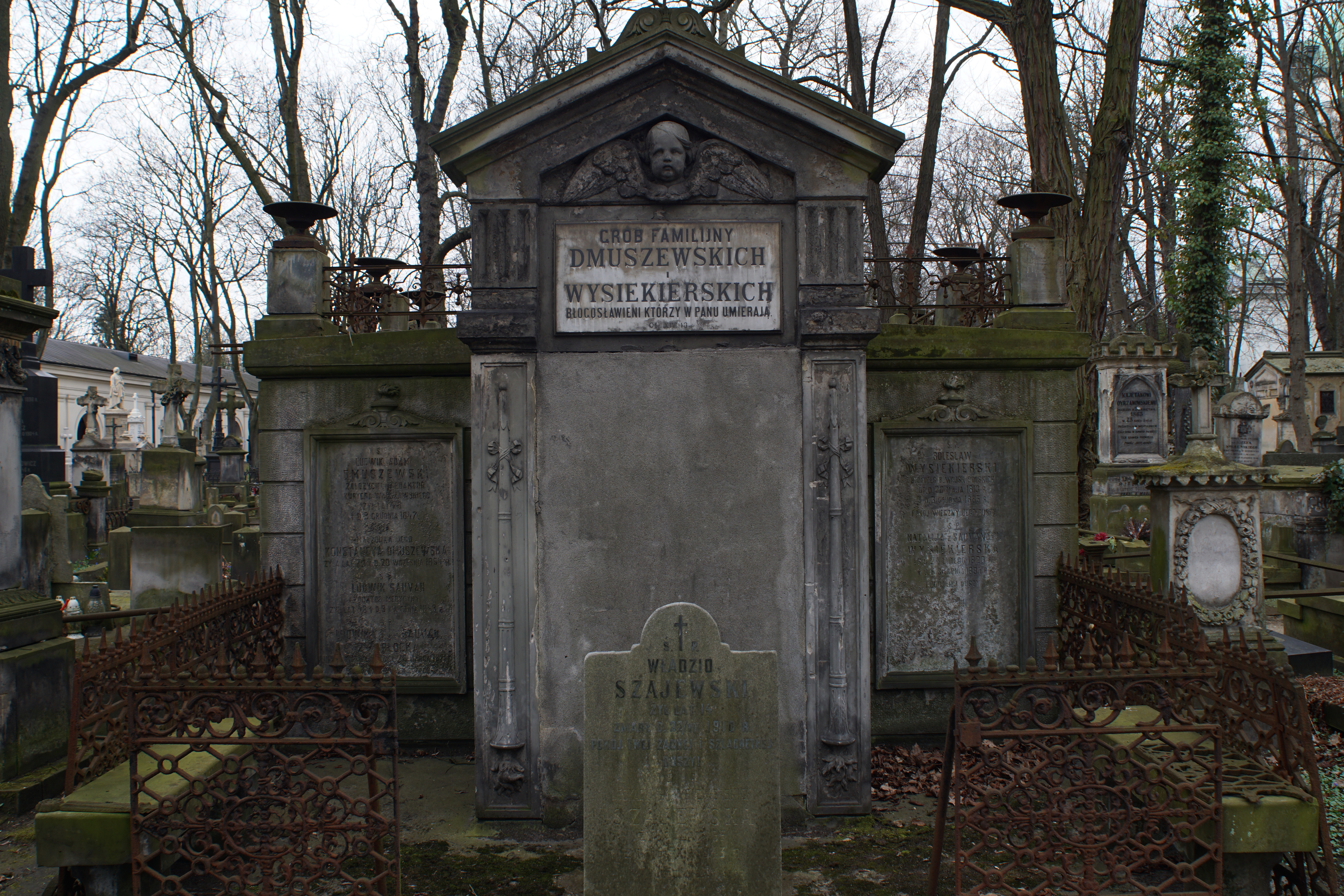
Grób na cmentarzu Powązkowskim